# Liste der Nummer-eins-Hits in Norwegen (1987)
Diese Liste enthält alle Nummer-eins-Hits in Norwegen im Jahr 1987. Es gab in diesem Jahr 15 Nummer-eins-Singles und zwölf Nummer-eins-Alben.
| Singles | Alben |
| --- | --- |
| - Bob Geldof – This Is the World Calling - 6 Wochen (49/1986 – 2/1987) - Bon Jovi – Livin’ on a Prayer - 3 Wochen (3/1987 – 5/1987) - Kim Wilde – You Keep Me Hangin’ On - 3 Wochen (6/1987 – 8/1987) - Gary Moore – Over the Hills and Far Away - 7 Wochen (9/1987 – 15/1987) - Boy George – Everything I Own - 2 Wochen (16/1987 – 17/1987) - Ferry Aid – Let It Be - 4 Wochen (18/1987 – 21/1987) - Whitney Houston – I Wanna Dance with Somebody (Who Loves Me) - 7 Wochen (22/1987 – 28/1987) - a-ha – The Living Daylights - 3 Wochen (29/1987 – 31/1987) - Michael Jackson – I Just Can’t Stop Loving You - 7 Wochen (32/1987 – 38/1987) - Pet Shop Boys – It’s a Sin - 1 Woche (39/1987) - Desireless – Voyage, voyage - 1 Woche (40/1987, insgesamt 2 Wochen) - Bruce Springsteen – Brilliant Disguise - 2 Wochen (41/1987 – 42/1987) - Rick Astley – Never Gonna Give You Up - 1 Woche (43/1987) - Desireless – Voyage, voyage - 1 Woche (44/1987, insgesamt 2 Wochen) - Bee Gees – You Win Again - 5 Wochen (45/1987 – 49/1987) - T’Pau – China in Your Hand - 8 Wochen (50/1987 – 4/1988) | - Sissel Kyrkjebø – Sissel - 11 Wochen (45/1986 – 3/1987) - Bon Jovi – Slippery When Wet - 3 Wochen (4/1987 – 6/1987) - Tomboy – Back to the Beat - 6 Wochen (7/1987 – 12/1987) - Gary Moore – Wild Frontier - 3 Wochen (13/1987 – 15/1987) - Alison Moyet – Raindancing - 5 Wochen (16/1987 – 20/1987) - TNT – Tell No Tales - 3 Wochen (21/1987 – 23/1987) - Whitney Houston – Whitney - 11 Wochen (24/1987 – 34/1987) - Def Leppard – Hysteria - 2 Wochen (35/1987 – 36/1987) - Michael Jackson – Bad - 5 Wochen (37/1987 – 41/1987) - Bruce Springsteen – Tunnel of Love - 6 Wochen (42/1987 – 47/1987) - Sissel Kyrkjebø – Glad jul - 5 Wochen (48/1987 – 52/1987) - T’Pau – Bridge of Spies - 5 Wochen (53/1987 – 4/1988) |
| | |

Siehe auch: Nummer-eins-Hits 1987 in  Australien, Belgien, Dänemark, Deutschland, Finnland, Frankreich, Irland, Italien, Japan, Kanada, Neuseeland, den Niederlanden, Österreich, Schweden, der Schweiz, Spanien, den Vereinigten Staaten und im Vereinigten Königreich.